# Croix de Vauclerc
La Croix de Vauclerc, située à Vauclerc dans la Marne, est inscrite au titre des monuments historiques depuis 1927.

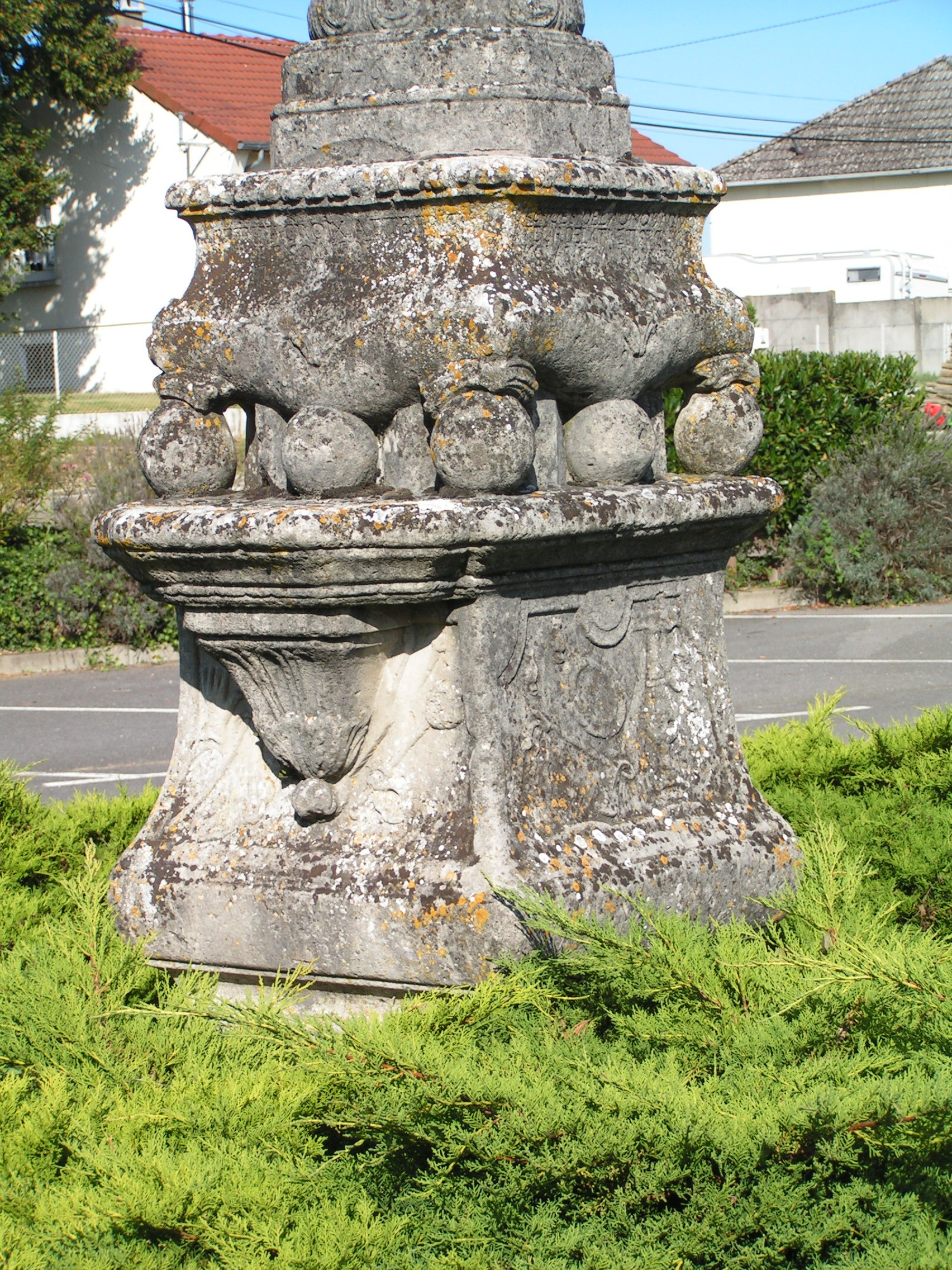
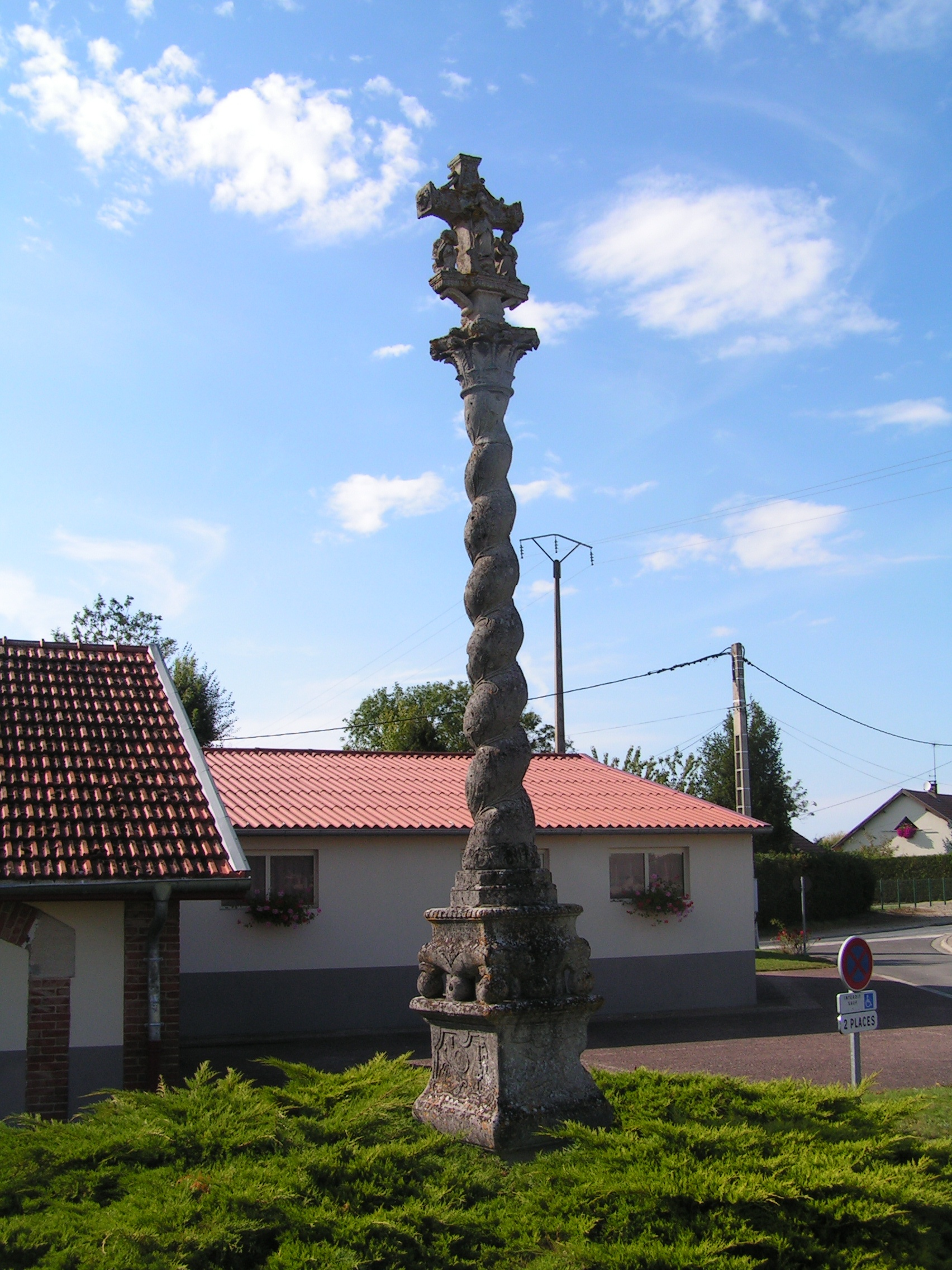
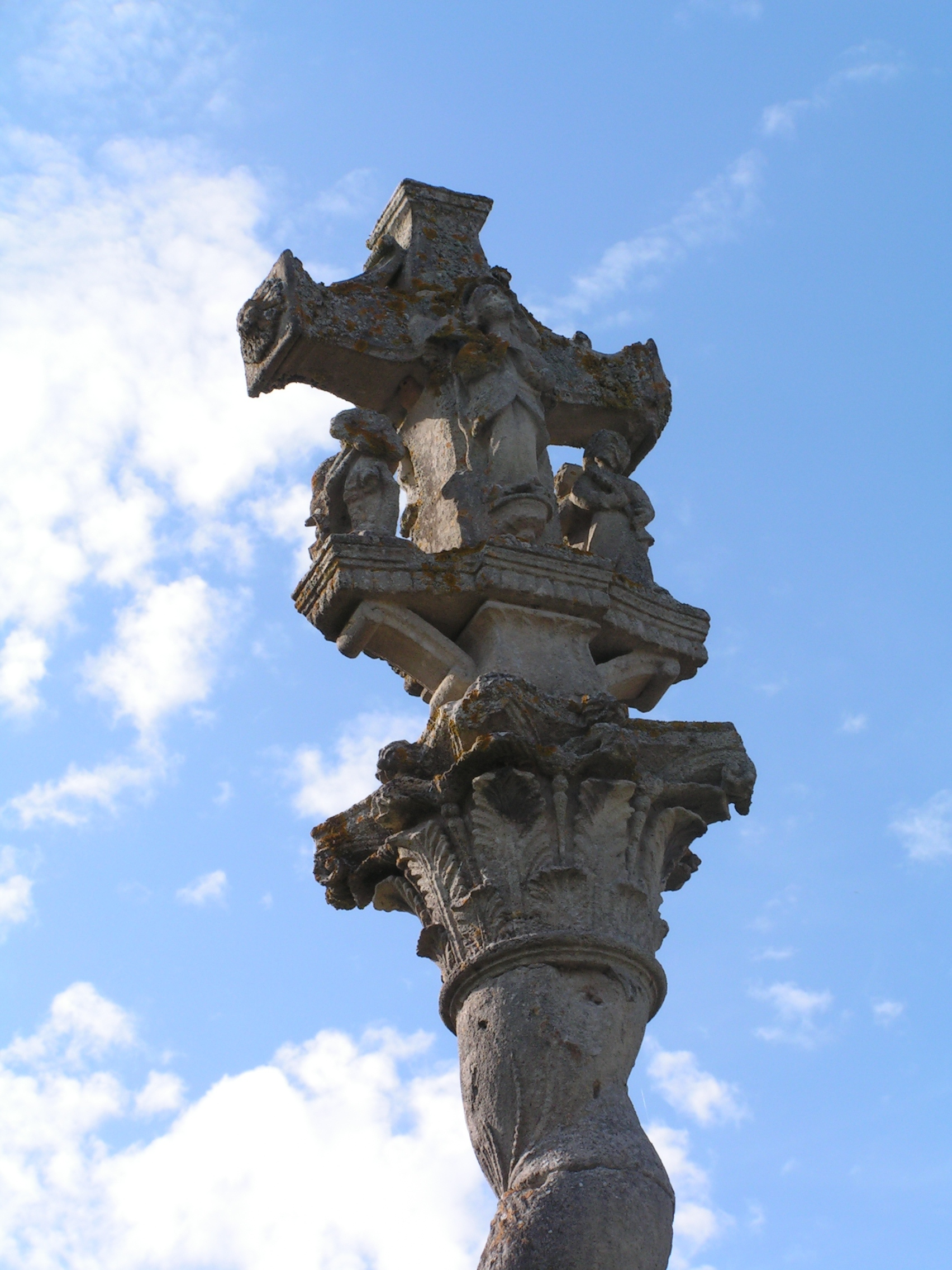
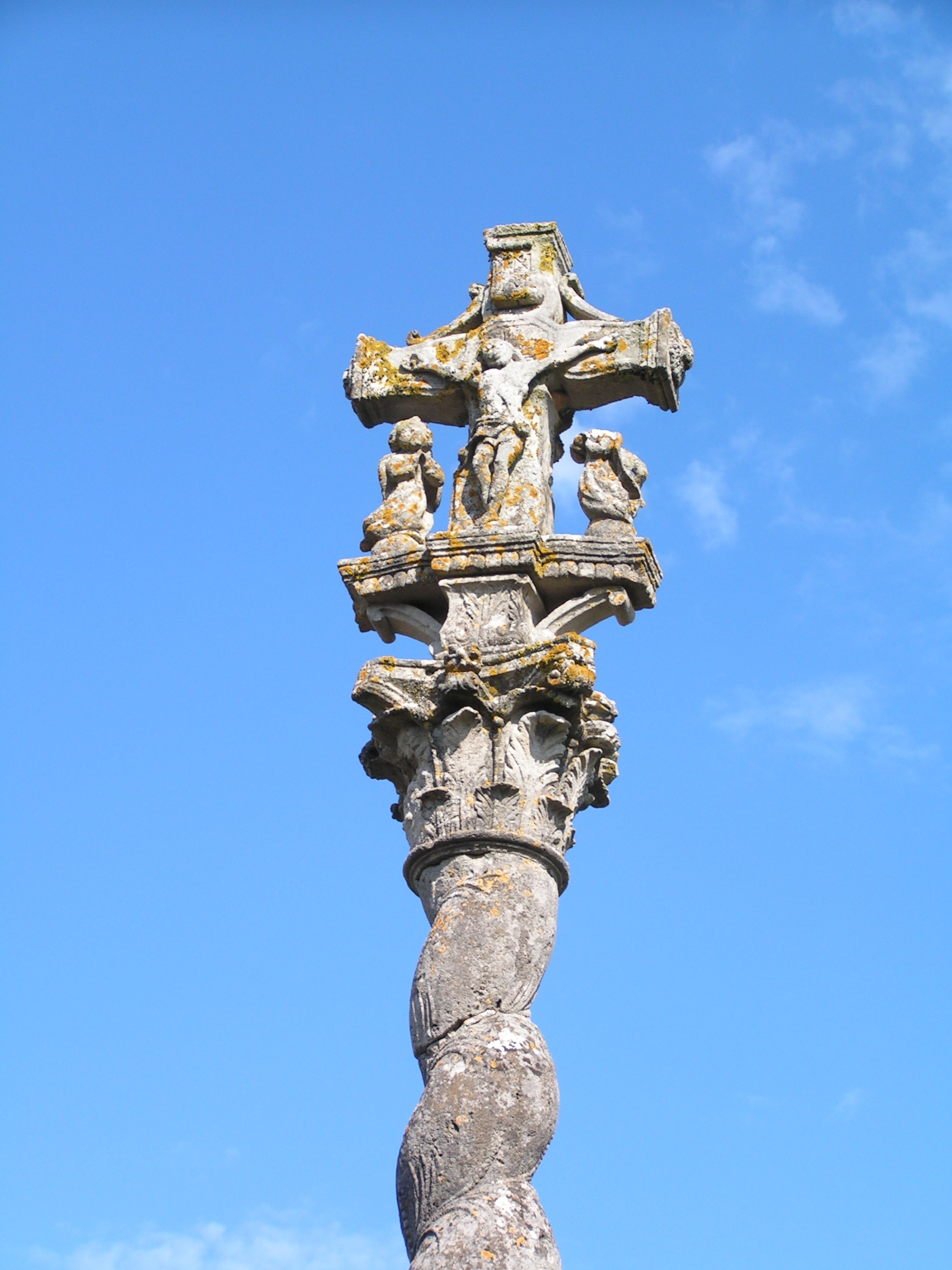